# История Минска
История Минска показывает развитие крупнейшего белорусского города и отражает исторические события региона в течение более 950 лет. Ранние поселения восточнославянских племён кривичей и дреговичей в долине реки Свислочь на территории современного города относятся к IX веку. Эта территория входит в состав Полоцкого княжества в X веке. Первое летописное упоминание о Минске было в 1067 году в связи с битвой на Немиге. В XIV—XVIII веках Минск находился в составе Великого княжества Литовского и Речи Посполитой. В январе 1793 года город вошёл в состав Российской империи и быстро развивался в период промышленной революции XIX века. Минск был захвачен немецкой армией в 1918 году во время Первой мировой войны (1914—1918). После поражения Германии и подписания Компьенского перемирия 11 ноября 1918 года, город был освобождён.
25 марта 1918 года в Минске была провозглашена независимость Белорусской Народной Республики.
Минск стал столицей 5 января 1919 года после провозглашения Советской Социалистической Республики Белоруссия (ССРБ) в составе РСФСР. В период советско-польской войны (1919—1921) город был занят армией Польской Республики. Период фашистской оккупации во время Великой Отечественной войны (1941—1945) является самым трагическим в истории города: погибли более 70 тысяч минчан, город был полностью разрушен за исключением нескольких зданий. Антифашистское движение в городе и взаимодействие подпольщиков и партизан нанесли существенный урон оккупантам. Красная Армия освободила Минск 3 июля 1944 года. Благодаря усилиям всей страны и энтузиазму советских людей, город был восстановлен в кратчайшие сроки. В 1974 году Минску было присвоено почётное звание города-героя.
Минск является столицей независимой Республики Беларусь после распада Советского Союза в 1991 году. Это крупнейший экономический, политический, культурный и научный центр страны.

## Название города
Вероятнее всего, название города происходит от реки Менка (Меня), впадающей в Птичь. На месте впадения в Менку южного притока до сих пор остаются валы древнего городища. Одна из гипотез возникновения города предполагает, что после воинственного нападения и уничтожительного пожара на городище во второй половине XI века жители менского городища основали новое поселение (позднее Минский замок) северо-восточнее, уже на месте впадения Немиги в реку Свислочь. Гидроним Меня может быть объяснён из индоевропейского «men» — «малый». Древнерусские варианты названия — «Мѣньскъ», «Мѣнескъ», «Мѣнскъ» встречаются в летописях. В более поздних источниках название города пишется и без ять — «Меньск», «Менеск», «Менск».
В конце XVI века фиксируются единичные случаи употребления в западнорусском языке формы «Минск», в дальнейшем по мере усиления полонизации процент употребления формы «Миньск—Минск» увеличивается (2-я половина XVII века), однако не перестаёт употребляться и «Менск». Форма «Менск» исчезает из официальных документов только в XVIII веке, когда западнорусский язык полностью исключается из государственного употребления.
Начиная с 1502 года, форма «Минск» использовалась в латино- и польскоязычных документах («Minsk», «Mińsk»). Подобная трансформация названия города в польском языке произошла под влиянием польского Миньска-Мазовецкого. В конце XVIII века при разделах Речи Посполитой название города переходит в русский язык как «Минскъ».
Так как орфография, правописание и литературная норма в белорусском языке были сформированы лишь в конце XIX века, что сказалось и на формализации названия города: оно к этому времени не устоялось. Устное употребление формы «Менск» по-прежнему фиксируется, последнее отмечают белорусский этнограф Павел Шпилевский и Географический словарь Королевства Польского (1885). Во времена БССР название «Менск» на некоторое время вновь становится нормативным и повсеместно используется в официальных документах вплоть до 29 июля 1939 года, когда Верховный Совет БССР своим постановлением изменил название города на «Мінск». С того времени форма «Мінск» является в белорусском языке нормативным названием города. Однако некоторые СМИ, авторы и интернет-проекты, использующие дореформенную тарашкевицу (например, Радио Свобода, журнал «Архэ Пачатак» и др.) касательно современного Минска, а также печатные исторические издания (в том числе и официальные, к примеру книги издательств «Беларуская энцыклапедыя», «БелТА» и др.) касательно периода истории города до 1793 года используют форму Менск.
В 1991 году Минский городской Совет народных депутатов обратился в Верховный Совет с просьбой вернуть городу прежнюю форму названия «Менск», однако в просьбе было отказано.
В польском языке исторически использовалось название «Mińsk Litewski» (Минск-Литовский, от Великого княжества Литовского), а позднее «Mińsk Białoruski» (Минск-Белорусский), чтобы различить Минск с небольшим городом в Польше Mińsk Mazowiecki. Сейчас слово «Mińsk» почти всегда означает столицу Белоруссии, нежели город в Мазовии.

## Ранняя история
Самые ранние поселения на территории современного города известны с IX века. Долина реки Свислочь была заселена двумя восточнославянскими племенами: кривичами и дреговичами. Около 980 года территория входит в Полоцкое княжество. Во время аварийных раскопок городища древнего Менска нашли донышко глиняного сосуда с трезубцем полоцкого князя Изяслава, сына Владимира Святославича и Рогнеды. По одной из гипотез, долетописный Менск мог находиться на территории археологического комплекса Менское городище, находящегося в десяти километрах от современного Минска. Эти предположения сделаны на основании найденных археологами артефактов, датируемых IX—XI веками. По мнению руководителя археологических раскопок на территории городища белорусского историка Андрея Войтеховича, в полноценный город поселение Менск превратилось, вероятно, в начале XI века и наибольшего расцвета достигло при полоцком князе Всеславе Чародее. Археологический комплекс на реке Менке занимает междуречье Менки и ручья Дуная и включает большое и малое городища, которые укреплены земляными оборонительными валами, и неукрепленные селища. Данные памятники территориально относятся к современной деревне Городище (Минский район).
В летописях город Менеск впервые упоминается в «Повести временных лет» под 1067 годом, когда сыновья киевского князя Ярослава Мудрого явились под стены города, принадлежавшего тогда полоцкому князю Всеславу Брячиславичу. Вече отказалось сдать город, однако братья Ярославичи захватили и разрушили его, а затем разбили в битве на Немиге (в пределах нынешней центральной части Минска) подошедшие на помощь войска Всеслава Брячиславича.
После смерти Всеслава Брячиславича в 1101 г. его сыновья разделили владения отца на уделы, в результате чего Менеск стал столицей отдельного княжества. Первым менским князем стал Глеб Всеславич. По мнению белорусского историка Андрея Войтеховича, князь Глеб Всеславич решил построить новую столицу на более крупной, чем Менка, судоходной реке Свислочи. В новый Менск стали переселяться бояре, ремесленники, предприимчивые горожане. Населенный пункт на реке Менке со временем превратился в деревню. Столичный статус и выгодное географическое положение содействовали экономическому развитию города Менска и превращению его в крупный торгово-ремесленный центр, о чём свидетельствуют результаты археологических раскопок. Однако частые междоусобные войны князей (известны походы на Менеск в 1119, 1159, 1160, 1161 годах) мешали процветанию города.
XI—XII вв.
- 1067 — Менеск впервые упоминается в летописях в связи с битвой на реке Немиге между армиями полоцкого князя Всеслава Брячиславовича и князей Ярославичей.
- 1084 — Менеск разорён войсками Владимира Мономаха[16].
- 1104 — летописное упоминание Менеска как центра княжества.
- 1104 — нападение на Менеск киевского князя Святополка.
- 1116 — двухмесячная осада Менеска войсками киевского князя Владимира Мономаха.
- 1119 — захват Менеска войсками киевского князя Владимира Мономаха, захват в плен Глеба Всеславовича и присоединение города к владениям Владимира Мономаха.
- 1146 — начало княжения в Менеске сына Глеба Всеславича — Ростислава.
- 1159 — поход на Менеск полоцкого князя Рогволода Борисовича в союзе с черниговским князем Святославом Ольговичем, закончившийся перемирием.

## В составеВеликого княжества ЛитовскогоиРечи Посполитой
Монголо-татарское нашествие в 1237—1239 годах не затронуло Менеск, но более поздние набеги Золотой Орды и распад Древнерусского государства сильно ослабили княжество.
В первой четверти XIV века Менеск вошёл в состав Великого княжества Литовского. В 1385 году Литва и Польша подписали Кревскую унию, а в 1401 году заключили Виленско-Радомскую унию, на основе которых Польша образовала союзное государство. В 1441 году Литовский князь Казимир IV даёт городу устав привилегированных городов. По велению его сына Александра Ягеллона в 1499 году (по другим данным — 1496) город получил магдебургское право. В 1566 году город стал центром Минского воеводства.
- 15 июля 1410 — участие Менской хоругви в Грюнвальдской битве.
- 14 марта 1499 — получение Менеском Магдебургского права.
- 1508 — осада Минска русскими войсками под началом Михаила Глинского.
- 1513 — открыт первый госпиталь.
- 1547 — сильный пожар в Минске уничтожил почти весь город.
- 1566 — образование Минского воеводства.

В XVI—XVII веках произношение названия города на западнорусском языке меняет звук «е» на «и», особенно в южных диалектах (будущий украинский язык). Под этим влиянием меняется и произношение в господствовавшем тогда польском языке на «Mińsk» или официально «Mińsk Litewski». В конце XVIII века при разделах Польши название города переходит в русский язык как «Минскъ».
В 1569 году заключается Люблинская уния, которая окончательно объединяет Польское королевство и Великое княжество Литовское в единое государство Речь Посполитая. В вальном сейме новообразованного государства Минскому повету даётся два места — для воеводы и каштеляна. Помимо этого, каждый из двух остальных поветов Минского воеводства — Речицкий и Мозырский имел свой сеймик, который посылал по два депутата в сейм и в Литовский трибунал.
- 1582 — построено каменное здание ратуши.
- 1582 — создание иезуитами коллегиума.
- 12 января 1591 — получение подтвердительной привилегии на право владения городским гербом.
- 1 марта 1597 — выступление горожан против униатского митрополита Михаила Рогозы.
- 1613 — основание Петропавловского братства — самого крупного из семи минских православных братств.
- 1616 — выступление горожан против Брестской церковной унии.
- 1624 — основан монастырь бернардинцев.

К середине XVII века Минск становится важным экономическим, культурным и религиозным центром Речи Посполитой. В этот период, ввиду миграции поляков и евреев и в связи с переходом шляхты в католицизм, в Минске появляются крупные общины католиков и иудеев. После Брестской унии православие в результате давления властей Речи Посполитой вытесняется униатством.
- 1659 — открытие первой аптеки в Минске.

В 1654 году в ходе русско-польской войны (1654—1667) Минск был захвачен войсками царя Алексея Михайловича и удерживался до 1667 года. За время войны город был полностью разрушен русскими войсками, в нём осталось только две тысячи жителей и 300 домов. Минский поп Иван свидетельствовал: те ратные люди, что находились в городе, «все татары да мордва, русского не знают».
Вторая волна разрушений последовала во время Северной войны (1700—1721), когда в 1708 году шведский король Карл XII занял город. В 1709 году Минск снова был захвачен русскими войсками.
- 26 февраля — 24 марта 1706 — нахождение в Минске русского царя Петра Первого во время Северной войны (1700—1721).
- 1751 — вооружённое выступление горожан против городского старосты.
- 6 июня 1762 — пожар в центральной части города: многие дома сгорели, уничтожено около 360 рукописных книг, среди которых трибунальные книги Минской каденции, охватывавшие свыше ста лет истории города[19].
- 1783 — составлен первый план застройки Минска.

Помимо физического разрушения обе войны привели к упадку экономики. В XVIII веке Минск стал периферией Речи Посполитой, не играя какой-либо значимой роли. К 1790 году численность населения Минска достигла 6500 — 7000 жителей, вернувшись тем самым к показателям 1654 года, большинство населения составляли поляки и евреи.

## В составеРоссийской империи
В январе 1793 года Минск был присоединён к Российской империи в результате 2-го раздела Речи Посполитой, и 3 апреля того же года стал центром новой Минской губернии. В 1795 году указом Сената России было отменено магдебургское право для Минска.
В первые годы эпохи Российской империи начинается развитие города — в 1805 году открывается первый общественный парк, и уже к 1811 году население города насчитывало около 11 тыс. человек. Но война 1812 года серьёзно разорила город. Французский 1-й армейский корпус Даву без боя занял Минск 26 июня (8 июля) 1812 года. Французским губернатором города был назначен Ж. Барбанегр, которого уже через два дня сменил на этом посту М. Г. Брониковский-Оппельн. В городе был создан склад продовольствия и фуража для французской армии. 16 ноября (4 ноября) 1812 года в Минск вошла Дунайская армия адмирала П. Чичагова. Когда русские войска освободили его, в городе осталось лишь 3500 жителей. По свидетельству очевидцев, «город представлял картину полного разорения: мостовые, фонарные столбы, мосты, шлагбаумы, будки для ночных сторожей были разрушены. Повсюду на площадях, улицах и дворах накопились кучи грязи, мусора. В городском саду поломана масса деревьев. Многие дома подверглись сильной порче и разорению, всюду виднелись здания с выбитыми стеклами. Оконные рамы, двери, даже стропила и полы были во многих домах уничтожены, так как употреблялись на отопление вместо дров. Более всего пострадали здания казенные учреждения, православные храмы, католические и униатские монастыри, присутственные места, в которых были учреждены неприятелем лазареты и провиантские склады».
Последние волнения XIX века произошли во время Польского восстания 1830 года. Подавления восстания привело к изменению национального характера города и постепенному уменьшению католического и польского населения. В 1835 году Минск был включён в т. н. черту еврейской оседлости.
На протяжении XIX века город продолжал расти. В 1830-х годах все главные улицы и площади покрыты булыжником, в 1836 году открывается первая общественная библиотека, а год спустя первая пожарная каланча. В 1838 году выходит в печать первая газета «Минскія губернскія вѣдомости», а в 1844 году открылся первый театр. Уже к 1860 году насчитывалось 27 тыс. жителей, шёл строительный бум двух- и трёхэтажных домов в Верхнем городе.
По социальному составу в 1800 году в Минске насчитывалось 40,43 % мещан, 34 % цеховых, 12,03 % дворян, 2,53 % купцов, 2,49 % духовенства, 1,78 % крестьян и 6,7 % других социальных групп, а в 1861 году — 54,19 % мещан, 13,03 % цеховых, 12,66 % военнослужащих, 10,82 % дворян, 2,33 % купцов, 2,12 % чиновников и почётных горожан, 1,13 % крестьян, 1,06 % духовенства, 0,56 % дворовых, 2,06 % других категорий населения.
Важнейшее события для дальнейшего развития — появление железной дороги. В 1871 году через Минск была проложена железная дорога Варшава — Москва, а в 1873 году Минск стал железнодорожным узлом ввиду открытия Либаво-Роменской железной дороги. В 1872 году в городе появился водопровод, в 1890 — телефон, а в 1895 — первая белорусская электростанция.
В 1900 году в Минске было 58 фабрик и заводов. По переписи 1897 года в городе было 91 494 жителя.
К началу XX века Минск становится вторым главным центром (после Вильны) белорусского политического движения.
В 1898 году в Минске в частном доме на Захарьевской улице состоялся I съезд РСДРП.
Долгий мир был прерван Первой мировой войной, в 1915 году город становится фронтовым, когда в нём размещается штаб 10-й армии. В городе располагалось множество госпиталей и складов.
- 1793 — вхождение Минска в Российскую империю после 2-го раздела Речи Посполитой.
- 3 апреля 1793 — указ Сената Российской империи о создании Минской губернии.
- 14 мая 1795 — упразднение Магдебургского права для Минска.
- 24 января 1803 — открытая Минская мужская губернская гимназия.
- 8 июля — 16 ноября 1812 — оккупация Минска французскими войсками во время Отечественной войны 1812 года.
- 30 мая 1835 — произошёл сильный пожар, который уничтожил почти всю центральную часть Минска.
- 1846 — окончено возведение Варшавского шоссе из Москвы через Минскую губернию.
- 1848 — эпидемия холеры, в итоге которой погибли 1100 человек.
- 1851 — власти приняли решение о сносе Минской ратуши.
- 21 февраля 1852 — постановка в Минске труппой Винцента Дунина-Марцинкевича первой белорусской оперы «Крестьянка» («Идиллия»).
- 1857 — выделены деньги и Минская ратуша снесена из-за того « …что она своим существованием напоминала жителям об обычаях минувшего времени, о Магдебургском праве». На решении о сносе ратуши стоит собственноручная резолюция императора Николая I.
- 28 ноября 1871 — начало движения по Московско-Брестской железной дороге через Минск.
- 1872 — заложен Александровский сквер (сейчас Центральный сквер у театра имени Янки Купалы).
- 1873 — начало движения по Либаво-Роменской железной дороге через Минск.
- 1873 — основан Минский Коммерческий банк.

- 1874 — сдан в эксплуатацию минский водопровод.
- 1874 — построен первый в городе фонтан (в Александровском сквере).
- 7 апреля 1876 — забастовка рабочих железнодорожных мастерских, первая в Минске.
- 1876 — основано пожарное объединение.
- 1878 — утверждён герб Минской губернии.
- 1881 — открыты минские отделения Государственного банка и Русского телеграфного агентства.
- 1881 — основан машиностроительный и чугунно-медно-металлургический заводы (Кашарский машиностроительный завод).
- 1886—1902 — издание газеты «Минский листок», в которой 28 мая 1889 года впервые напечатана белорусская поэма «Тарас на Парнасе».
- 1890 — начало работы телефонной связи в Минске.
- 5 июня 1890 — открыто здание Минского городского театра.
- 26 сентября 1891 — в Губернаторском саде (сейчас Центральный детский парк имени Максима Горького) произошёл полёт аэронавта Древницкого на воздушном шаре и его спуск на парашюте собственного изделия.
- 1892 — начало работы минской конки.
- 1893 — построен Низко-Базарный мост (сейчас мост через реку Свислочь, соединяющий улицы Немига и Максима Богдановича).
- 1894 — в эксплуатацию введена первая электростанция.
- 18 апреля (1 мая) 1895 — в Минске впервые отмечался день 1 мая.
- 1897 — население Минска составляло 90 912 жильцов, по итогам проведённой переписи населения Российской империи.
- 1 марта-3 марта 1898 — проведён первый съезд РСДРП.
- 25 декабря 1900 — открыта первая публичная библиотека.
- 18 января 1900 — первая в городе уличная демонстрация рабочих.

### Революция1905—1907гг
- 16 февраля 1905 — политическая демонстрация и забастовка учащихся средних учебных заведений.
- 1 июля 1905 — открыто 3-классное городское училище.
- 12 октября 1905 — Всероссийская политическая забастовка приобрела всеобщий характер.
- 18 октября 1905 — расстрел митинга на Привокзальной площади (Курловский расстрел).
- 8 декабря 1905 — всеобщая забастовка в Минске.
- 1905 — с Брестского и Виленского вокзалов было налажено движение дачных поездов в пригороды Курасовщина и Серебрянка.
- 1 декабря 1906 — основанное белорусское книжное объединение «Мінчук».
- 1907 — основан металлообрабатывающий завод «Гигант».

### 1908—1917
1908 — установлен первый в городе лифт в гостинице «Европа».
1908, февраль — основан церковный историко-археологический комитет (действовал до 1915 года); при нём созданы Минский историко-археологический музей и библиотека (эвакуированы в Рязань в 1915 году; часть экспонатов музея возвращены в БССР в 1922 году).
1908 — основано медицинское училище.
1908 — построен костёл Святого Симеона и Святой Елены, или Красный костёл.
1910 — открыт кинотеатр «Иллюзион» — один из первых в городе.
1910 — основана обувная фабрика «Орёл».
21 августа 1911 — основана Минская болотная научная станция (в районе Городской выгон, или Комаровское болото, сейчас район площади Бангалор).
1911 — установлена междугородная телефонная связь между Минском и Борисовом.
1911 — открыта публичная библиотека имени Л. Н. Толстого.
В 1911—1912 годах была проведена реконструкция электростанции, в ходе которой была установлена новая динамо-машина и дизельный двигатель мощностью 500 лошадиных сил, а часть воздушной проводки была заменена подземными кабелями. В итоге в 1913 году максимальная мощность станции достигла 1100 киловатт.
1912 — произошло наводнение в Минске.
1913 — построена эпидемическая больница, общее количество больниц в Минске составляло 23.
21 марта 1913 — открыт приют для вытрезвления лиц, задерживаемых в пьяном виде чинами полиции (губернским комитетом попечительства о народной трезвости).
1914 — открыт трёхлетний педагогический институт; осенью 1915 года, с приближением фронта Первой мировой войны, институт был эвакуирован в Ярославль, где находился три года.
1915 — создано Белорусское общество помощи потерпевшим от войны (действовало до конца 1917 года).
1916 — создан клуб белорусской интеллигенции «Беларуская хатка» (существовал до 1921 года).

### Городские головыгорода Минска
| Фамилия, Имя, Отчество | Период руководства |
| --- | ------------------ |
| Дельпаце, Леопольд Валентиевич | ?-1861—1864        |
| Свечников, Александр Андреевич, купец 2-й гильдии | 4.08.1864—1865-?   |
| Томарович, Степан Ефимович | 21.10.1866—1867-?  |
| Свечников, Александр Андреевич, награждён тремя серебряными медалями «За усердие» (одна на Владимирской и две на Станиславской лентах) | ?-1870-?           |
| Фогель, Александр Петрович, губернский секретарь, коллежский секретарь (c 1875) | 30.10.1871—1875-?  |
| Казаринов, Михаил Иванович, титулярный советник, коллежский асессор (с 1880), кавалер ордена Святой Анны 2 степени, ордена Святого Станислава 2 степени с Императорской короной и 3 степени, имел медаль «В память войны 1853—1856», медаль «За усмирение польского мятежа», знак отличия, учреждённый 24 ноября 1866 г. «За поземельное устройство государственных крестьян», воспитывался в Дворянском полку | 1876—1880          |
| Голиневич, Николай Николаевич, титулярный советник, коллежский советник (с 1883), статский советник (с 1885) | 1880—1890          |
| Граф Чапский, Карл Эмерикович, титулярный советник, коллежский асессор (с 1896) | 14.05.1891—1902    |
| Стефанович, Станислав Мельхиорович | ?-1907—1909        |
| Хржонстовский, Станислав Брониславович | 1910—1917          |

## 1917—1941

### 1917—1919
9 марта 1917 года создан Комитет общественного порядка и безопасности.
9 августа (21 августа по новому стилю) 1917 года в городском театре состоялось первое заседание Минской городской думы (МГД) нового состава
Вскоре после того, как 16 февраля 1918 года германские войска начали наступление, Минск был захвачен. Захвату предшествовали локальные стычки в городе между большевиками и их противниками. По результатам Брест-Литовского мира Минск был временно оккупирован Германией. После заключения всеобщего мира, в соответствии с Брестским миром, Минск должен был вернуться в состав России.
25 марта в Минске была провозглашена независимость Белорусской Народной Республики, заявившая о своих претензиях на белорусские земли, однако власть в городе продолжала осуществлять немецкая оккупационная администрация.
После поражения Германии в Первой мировой войне и подписания Компьенского перемирия советское правительство денонсировало Брест-Литовский мир, и вскоре Минск был освобождён.

### 1919—1920
Кризисы (власти, продовольственный, жилищный) измучили горожан. Линия польско-советского фронта проходила в 70 верстах к востоку от города. На городской бирже — интерес к советским дензнакам (как и к царским).
Работали станки подпольной типографии Минского комитета большевиков (дом на Мало-Татарской улице).
Городской магистрат объявил, что бывшие участники польских восстаний 1863, 1848 и даже 1831 годов могли зарегистрироваться для последующего назначения от имени польского правительства особых почётных пенсий.
В Минск двигалась волна эмиграции из Советской России.
В начале января 1920 года линию польско-советского фронта (район Жлобина) пересекли (при −30 °C) на контрабандистских санях Зинаида Гиппиус, Дмитрий Мережковский и Дмитрий Философов. Классический триумвират поселился на несколько месяцев в Минске и включился в общественную жизнь.
Многие дореволюционные предприятия и конторы, гимназии, увеселительные заведения продолжали работать, открывались новые. Давали балы, жители города ходили в театры и кинематограф (эффект «континентальной Одессы»). Блистал актёр МХАТа Ричард Болеславский (будущая звезда Голливуда).
Издавались газеты «Звон», «Беларусь», «Минский курьер».

### Советская Белоруссия
1 января 1919 года в Смоленске была провозглашена Советская Социалистическая Республика Белоруссия (ССРБ) в составе РСФСР, а 5 января в город была перенесена столица новообразованной советской республики.
27 февраля Советская Белоруссия вошла в состав Литбела (Литовско-Белорусская ССР), но по причине советско-польской войны (1919—1921), 28 апреля 1919 года в Минск была эвакуирована столица Литбела, затем покинула его 19 мая, а 8 августа город заняла армия Польской Республики.

### Межвоенный период
11 июля 1920 года Красная армия заняла Минск, а 31 июля в него была возвращена столица Белорусской Советской Социалистической Республики. Многолетняя война сильно разрушила город, но уже в первые годы Советской власти началось восстановление. В 1921 году в Минске были созданы Белорусский государственный университет и первая научная библиотека, было основано Государственное издательство БССР (с 1963 года — издательство «Беларусь»). В 1924 году уже работало 29 заводов, множество кинотеатров, школ, больниц, возникли крупные комплексы новой застройки. В 1929 на линию вышли первые минские трамваи, а в 1933 году начал действовать аэропорт. В 1934 году было построено здание Государственной библиотеки имени В. И. Ленина.
Большим событием в градостроительстве и архитектуре Минска явилось сооружение по проекту архитектора Иосифа Лангбарда Дома правительства БССР (1929—1934). Это крупнейшее общественное здание объёмом 240 000 м³, один из лучших памятников конструктивизма, положило начало формированию нового центра города — площади Ленина.
В октябре 1928 года постановлением СНК БССР Институт белорусской культуры был реорганизован в Белорусскую академию наук. 1 января 1929 — торжественное открытие Белорусской Академии наук (ныне Национальная академия наук Беларуси). В результате Библиотека Института белорусской культуры была преобразована в Фундаментальную библиотеку Академии наук БССР.
10 декабря 1933 года основана Правительственная библиотека, которая и по сей день размещается в здании Дома Правительства.
В середине 1930-х годов в связи с тем, что государственная граница СССР пролегала всего в двадцати километрах от города, рассматривалось предложение о переносе столицы БССР в Могилёв. После присоединения Западной Белоруссии необходимость в этом переносе отпала.
В 1939 году население Минска составляло 238,9 тыс. жителей.

## Великая Отечественная война1941—1945

### Захват Минска
С начала войны по 27 июня 1941 года город подвергался воздушным бомбардировкам со стороны немецкой авиации. Уже 25 июня немецкие войска подошли к городу, а 28 июня Минск был оккупирован. Со стороны станция «Болотная» в город вступили механизированные части 3-й танковой группы генерал-полковника Германа фон Гота. В результате чего город стал центром генерального округа Белоруссия в составе рейхскомиссариата Остланд. В обороне Минска 25—28 июня участвовали 44-й и 2-й стрелковые корпуса 13-й армии Западного фронта. 26 июня севернее Минска, в Острошицком городке, высадился немецкий парашютный десант, занявший посадочную площадку для транспортных самолётов, в результате чего туда начали перебрасываться войска, снаряжение и лёгкая техника.
О том, что Красная армия оставила город Минск, не сообщило ни Совинформбюро, ни прочие советские средства массовой информации.

### Период оккупации
В это время бургомистры города были Витовт Тумаш (июль 1941 — ноябрь 1941), Вацлав Ивановский (17 ноября 1941 — 7 декабря 1943) и Анатолий Комар (декабрь 1943 — июль 1944).
В период оккупации немцами было создано в Минске 3 еврейских гетто, евреи начали сгоняться в гетто с первого же дня. В них за время оккупации были замучены и убиты более 80 тысяч евреев.
С 21 июля 1941 года по 3 июля 1944 года осуществлял свою деятельность Минский подпольный обком КП(б)Б, находившийся на острове Зыслов среди болот Любанского района в Полесье. Минский подпольный горком КП(б)Б был создан в оккупированном Минске в ноябре 1941 года для организации антифашистского движения в столице. Два первых его состава были арестованы и убиты фашистами в 1942 году. В этой ситуации подпольный межрайком КП(б)Б Минской партизанской зоны, действовавший с октября 1942 года до октября 1943 года в шести районах Минщины, сыграл основную роль в организации взаимодействия партизан Червенского и Пуховичского районов с подпольщиками в Минске. В 1943 году партизанские подразделения Минской зоны насчитывали более 10 тысяч партизан в составе 8 бригад: 1-й Минской, имени газеты «Правда», «Разгром», «За Савецкую Беларусь», «Полымя», имени С. М. Кирова, «Чырвоны Сцяг» и имени Н. А. Щорса. Учитывая значимость партизанских сил Минской зоны и необходимость расширения антифашистской борьбы в оккупированном Минске, секретарь подпольного межрайкома КП(б)Б Минской зоны и командир партизанских подразделений этой зоны Иван Паромчик был назначен секретарём Минского подпольного горкома КП(б)Б с 4 октября 1943 года, продолжив действовать вместе с партизанскими подразделениями на Минщине. Третий состав Минского подпольного горкома КП(б)Б и редактор его газеты «Минский большевик» располагались на юге Минской области на базе отряда «Местные».
Подпольные группы действовали на железнодорожном узле, ТЭЦ-2, радиозаводе, хлебозаводе «Автомат», нефтебазе, обувной и войлочной фабриках и др.; они уничтожали оккупантов, взрывали и поджигали склады с горючим, гаражи и мастерские, выводили из строя оборудование предприятий, уничтожали запасы сырья, освобождали попавших в плен воинов советской армии. В разные периоды подпольщики издавали периодический листок «Вестник Родины», газеты «Патриот Родины», «Звязда», «Минский большевик». В окрестностях города создавались партизанские отряды, многие из которых выросли в крупные бригады.
За каждого убитого немецкого солдата расстреливалось 10 мирных жителей, за каждого офицера — 100 (об этом было объявлено в расклеенных по городу листовках).
В период с 17 по 22 апреля 1943 года оккупационными войсками в Минске была проведена операция «Волшебная флейта» (нем. Zauberflöte), целью которой было уничтожение сопротивления и угон трудоспособного населения в Германию.
В среду 22 сентября 1943 года в 00:40 тогдашний гауляйтер Белоруссии Вильгельм Кубе был уничтожен в своём особняке по адресу ул. Театральная, д. 27 взрывом мины, которую партизанки Елена Мазаник и Мария Осипова накануне (21 сентября) в начале дня заложили в его кровать.
В оккупированном городе уже с конца 1941 года действовали несколько спецшкол разведслужб нацистской Германии по подготовке шпионов и диверсантов как в целях заброски через линию фронта, так и для борьбы с партизанским движением; по некоторым данным, ими было подготовлено около 5 500 «специалистов», из них партизанам удалось разоблачить около 1 000 человек.

### Освобождение Минска
29 июня 1944 года началась Минская операция — составная часть Белорусской операции. В ней приняли участие войска трёх Белорусских фронтов при поддержке 1-го Прибалтийского фронта. К началу наступления силы Красной армии окружили силы 4-й и частично 9-й немецких армий группы армий «Центр» полукольцом (войска 3-го Белорусского фронта находились севернее немецких частей, войска 1-го Белорусского фронта — южнее). В результате передовые соединения РККА к 29 июня находились ближе к Минску, чем основные силы немецких войск (100 км против 130—150 км). Планировалось окружить немецкие части и освободить Минск. 30 июня войска 3-го Белорусского фронта форсировали Березину и вскоре освободили расположенные неподалёку от города 1 июля — Борисов, 2 июля — Логойск и Смолевичи. На рассвете 3 июля в Минск вошли передовые части 3-го Белорусского фронта в составе 2-го гвардейского танкового корпуса (вступили в город с востока и северо-востока), 5-й гвардейской танковой, 11-й гвардейской и 31-й армий (все они вошли в город с севера), а через несколько часов с юго-востока вступили передовые части 1-го Белорусского фронта (части 1-го гвардейского танкового корпуса и 3-й армии). Город обороняли одна танковая и три пехотных дивизии вермахта, три полка СС и другие части. К концу дня Минск был освобождён. Благодаря этому восточнее города 105 тысяч немецких солдат попали в «Минский котёл»; попавшие в окружение войска были разбиты к 11 июля. По итогам операции 53 соединения и части получили почётные наименования «Минских». Активно участвовали в операции партизанские соединения.
За время оккупации погибло 70 тыс. минчан, после освобождения в городе осталось 37 тыс. населения (из довоенных почти 250 тыс.). На момент освобождения города Красной армией 3 июля 1944 года в центральных районах Минска осталось всего около 70 неразрушенных зданий. Предместья и окраины пострадали заметно меньше. 16 июля 1944 года в освобождённом Минске состоялся партизанский парад.

## Послевоенный период
Благодаря энтузиазму граждан всего СССР город был в кратчайшие сроки восстановлен и продолжил своё развитие. Были построены Минский мотоциклетно-велосипедный завод (1945), Минский тракторный завод (1946) и Минский автомобильный завод (1944). В первой половине 50-х гг. вступили в строй Минский подшипниковый, часовой и радиаторный заводы, а также камвольный комбинат. Минск превратился в один из главных центров Советского Союза, центр машиностроения и высоких технологий с развитой культурой, здравоохранением, образованием, транспортом и наукой. Продукция его автомобильного и тракторного заводов стала визитной карточкой республики на мировом рынке.

### 1950-е
- 13 августа 1951 — первую продукцию выпустил подшипниковый завод.
- 5 ноября 1951 — открыт Государственный универсальный магазин (ГУМ).
- 3 июля 1952 — введён в эксплуатацию новый мост через реку Свислочь на проспекте Независимости.
- 19 сентября 1952 — пущен первый минский троллейбус.
- Сентябрь 1953 — открыто Минское суворовское военное училище.
- 14 октября 1953 — с конвейера тракторного завода сошёл первый колёсный пропашной трактор «Беларусь».
- 7 марта 1954 — проводы первого отряда молодёжи на освоение целинных земель.
- 4 июля 1954 — на площади Победы открыт памятник-обелиск воинам Советской Армии и партизан, погибших в боях за освобождение Белоруссии от немецко-фашистских оккупантов.
- 1 сентября 1954 — открыт Белорусский институт механизации сельского хозяйства.
- Весна 1955 — завершено строительство Заславского водохранилища (Минское море).
- 9 июля 1955 — открыта Минская детская железная дорога.
- Сентябрь 1955 — введена в действие первая очередь камвольного комбината.
- 16 ноября 1955 — введена в действие первая очередь часового завода.
- 1 января 1956 — первая передача Минского телецентра.
- 8 апреля 1956 — открыт Белорусский республиканский театр юного зрителя.
- 3 июля 1956 — открыт Дворец культуры профсоюзов.
- 1956 — введены в действие электротехнический завод и завод тракторных запасных частей.
- 2 марта 1957 — собран первый 40-тонный самосвал МАЗ-530.
- 30 июня — 2 июля 1957 — I Всебелорусский фестиваль молодёжи.
- 1958 — введён в действие завод автоматических линий.
- 15 января 1959 — Всесоюзная перепись населения. В Минске 509,5 тыс. жителей.
- 11 февраля 1959 — открыто здание Государственного цирка БССР.
- 6 ноября 1959 — открыт памятник пионеру-герою Марату Казею.
- 4 декабря 1959 — открыт Литературный музей Якуба Коласа.
- 1959 — создан Государственный проектный институт «Минск-проект». Образован Государственный ансамбль танца БССР.

### 1960-е
- 14 мая — 25 мая 1960 — в Минске состоялся III Всесоюзный кинофестиваль.
- 30 октября 1960 — ввод в строй газопровода Дашава-Минск.
- 1960 — введён в действие завод электронных вычислительных машин им. Г. К. Орджоникидзе.
- 22 мая 1962 — введён в действие первый в БССР атомный реактор Института энергетики АН БССР.
- 13 апреля 1963 — открыт концертный зал Белорусской государственной филармонии.
- Май 1963 — введена в действие первая очередь моторного завода.
- 15 августа 1963 — введён в эксплуатацию новый Дом радио.
- 7 декабря 1963 — введён в эксплуатацию электрифицированный участок Белорусской железной дороги Минск — Олехновичи (в 1966 г. продлён до Молодечно).
- 1 сентября 1964 — открыт радиотехнический институт.
- Ноябрь 1964 — открыт Центральный универмаг «Минск».
- 21 января 1965 г. — открыт Дворец бракосочетаний.
- Апрель 1965 — открыт Дворец культуры тракторного завода.
- Май 1965 — открыт Дворец культуры текстильщиков.
- 29 июля 1965 — открыт планетарий.
- 18 декабря 1965 — введён в действие молочный завод № 2.
- 10 января 1966 — под Минском открыт санаторий «Криница».
- 7 мая 1966 — открыт Дворец спорта.
- 3 декабря 1966 — Указ Президиума Верховного Совета СССР о награждении Минска орденом Ленина.
- Декабрь 1966 — открыт кинотеатр «Партизан».
- 25 мая — 26 мая 1967 — празднование 900-летия Минска.
- 2 ноября 1967 — открыт Государственный музей БССР.
- 27 декабря 1968 — открыта Выставка достижений народного хозяйства БССР в постоянном павильоне.
- 29 декабря 1968 — военный парад и демонстрация трудящихся в связи с 50-летием БССР.
- 5 июля 1969 — на 21 км шоссе Минск — Москва открыт Курган Славы Советской Армии — освободительницы Беларуссии.

### 1970-е
- 15 января 1970 — Всесоюзная перепись населения. В Минске 907,1 тыс. жителей.
- 17 января 1971 — открыт Государственный театр музыкальной комедии БССР.
- 25 января 1972 — Минск стал 11-м городом СССР с населением свыше 1 млн человек.
- 30 апреля 1972 — начала выходить городская световая газета.
- 7 июля 1972 — открыт памятник Янке Купале.
- 3 ноября 1972 — открыт памятник Якубу Коласу.
- 5 ноября 1972 — на Минском тракторном заводе выпущен {{миллионный трактор.
- 1973 — введён в эксплуатацию электрифицированный участок Белорусской железной дороги Минск — Осиповичи.
- 1973 — открыт Дворец искусств.
- 26 июня 1974 — Указ Президиума Верховного Совета СССР о присвоении Минску почётного звания «Город-герой».
- 6 ноября 1974 — введён в строй газопровод Торжок — Минск.
- 27 декабря 1974 — введён в эксплуатацию электрифицированный участок Белорусской железной дороги Минск — Борисов.
- 30 января 1975 — открыт кинотеатр «Октябрь».
- Март 1975 — открыт первый в БССР универсальный продовольственный магазин самообслуживания (универсам «Фрунзенский»).
- 8 мая 1975 г. на Минском автомобильном заводе выпущен 500-тысячный автомобиль.
- 16 мая — 21 мая 1975 — Международная встреча в Минске сторонников мира, посвящённая 30-летию Победы над фашизмом во 2-й мировой войне. Её участниками заложена Аллея мира.
- 1 сентября 1975 — открыт Минский институт культуры.
- 27 сентября — 3 октября 1975 III фестиваль дружбы советской и болгарской молодёжи в Минске.
- 30 декабря 1975 — введён в эксплуатацию электрифицированный участок Белорусской железной дороги Минск — Столбцы.
- 15 января 1976 — введена в эксплуатацию Вилейско-Минская водная система.
- февраль 1976 — открыт кинотеатр «Вильнюс».
- 14 марта 1976 — открыто новое здание аэропорта Минск-1.
- 11 апреля — 27 апреля 1976 — в Минске состоялся I Всесоюзный фестиваль творческой молодёжи театров оперы и балета.
- 26 мая 1976 — открыты кинотеатр «Киев» и мемориальный знак Т. Г. Шевченко.

### 1980-е
- 1982 — открылся Международный аэропорт
- 30 июня 1984 — построен и запущен Минский метрополитен
- 30 октября 1988 — в Куропатах многотысячная акция, посвящённая памяти жертв политических репрессий, разогнана силой.

## Республика Беларусь
C 1991 года Минск является столицей суверенной Республики Беларусь. В столице страны более 600 улиц и проспектов, город продолжает активно застраиваться и развиваться. 5 сентября 1991 года городской Совет народных депутатов восстановил старинный исторический герб города.
29 января 1991 — создана Академия управления при Совете Министров БССР (сегодня Академия управления при Президенте Республики Беларусь).
19 марта 2006 года в Минске начинается акция протеста. 21 марта на Октябрьской площади появляется палаточный городок. Однако уже 23 марта его ликвидировала милиция. 25 марта разогнан последний митинг протестующих, арестованы участники и их лидеры.
16 июня 2006 — открыто новое здание Национальной библиотеки Республики Беларусь.
В 2009 году недалеко от станции метро «Немига» был обнаружен первый Минский храм XI века.
19 декабря 2010 года оппозиция организовала акцию протеста у Дома Правительства. Акция протеста была разогнана милицией и внутренними войсками.
В настоящее[какое?] время выработан «Генеральный план Минска 2010», в частности, «Стратегия развития жилых территорий»
В 2011 Минск затронули события Революции через социальные сети, во время которой проходили молчаливые митинги по средам (за исключением митинга 3 июля), которые начались 8 июня. Власти всячески препятствовали акциям (перекрывали или ограничивали доступ на точки сборов митингующих, разгоняли митинги, штрафовали и арестовывали участников митингов и т. д.). Митинг 3 июля был разогнан сотрудниками милиции в штатском с применением слезоточивого газа. 21 сентября лидеры митингующих предъявили 10 требований властям. Однако активность деятельности борцов и численность митингующих постепенно сокращалась. Этому способствовали меры властей против подобных митингов. К середине 2012 года митинги Революции через социальные сети прекратятся.
В 2011 году в связи со строительством гостиницы «Кемпински» в Минске была снесена первая белорусская электростанция, построенная в XIX веке.
В 2012 году должно быть завершено строительство всех объектов исторической части Минска.
Первоочередные районы для проектирования (за пределы МКАД) — деревни Щомыслица, Тарасово, Дегтяревка, Ельница, Новый Двор
5 сентября 2014 года был подписан Минский протокол, предусматривавший, в частности, прекращение огня на территории Донецкой и Луганской областей Украины. 12 февраля 2015 года было подписано Второе минское соглашение.
В 2016 году город затронули протесты индивидуальных предпринимателей. 11 января и 1 февраля прошли форумы предпринимателей. Затем прошли переговоры с властями, но они ничего не дали. Далее в Минске прошли предпринимательские акции протеста, которые были поддержаны в регионах.
В сентябре 2017 года Минск масштабно отметил 950-летие со дня первого упоминания в летописях.
25 марта 2018 года в Минске прошла ежегодная акция протеста «День Воли», которую посетило до 50 тысяч человек.
Минск был одним из центров протестов 2020 года. Во время протестов произошли массовые столкновения с милицией, та применяла слезоточивый газ, светошумовые гранаты, водомёты и резиновые пули. 9 августа милицейский грузовик въехал в толпу на проспекте Машерова в Минске, пострадал один человек. 10 августа рядом со станцией метро «Пушкинская» погиб один из протестующих. 13 августа стало известно имя погибшего — им был тридцатичетырёхлетний Александр Тарайковский.
16 августа 2020 года состоялся марш за свободу. Участники прибыли из разных районов Минска с бело-красно-белыми флагами и плакатами к месту сбора у стелы «Минск — город-герой», выступая с лозунгами против Лукашенко. У стелы, по заявлениям оппозиционных СМИ, собралось от 400 до 500 тысяч человек, без учёта передвижения людей по улицам.